# Mesa (Colorado)
Mesa es una comunidad no incorporada y una Oficina Postal de los Estados Unidos ubicada en el condado de Mesa, Colorado, Estados Unidos. La Oficina Postal de Mesa tiene el código postal 81643.
Mesa está ubicada en el lado norte de Grand Mesa en la carretera estatal 65. en un área geográfica conocida como Plateau Valley, y está bajo el Plateau Valley 50 District Public Schools.

## Geografía
Mesa está ubicada a 39°09′59″N 108°08′20″W (39.166271,-108.138943).